# 宮崎県立延岡青朋高等学校
宮崎県立延岡青朋高等学校（みやざきけんりつ のべおかせいほうこうとうがっこう）は、宮崎県延岡市平原町二丁目にある公立高等学校。

## 設置学科
- 定時制課程
  - 普通科
  - 商業科
- 通信制課程
  - 普通科

## 沿革
- 1947年7月15日 - 宮崎県立延岡中学校に定時制夜間部が認可される。
- 1948年4月1日 - 学制改革により、宮崎県立延岡恒富高等学校が創立。通信教育部を設置。
- 1949年4月1日 - 宮崎県立延岡岡富高等学校と合併。定時制課程については、昼間部普通科、工業科、商業科、夜間部普通科、通信教育部を設置。
- 1950年4月1日 - 工業科・商業科が宮崎県立延岡向洋高等学校として分離独立。定時制課程については、昼間部普通科が廃止され、夜間部普通科・通信教育部のみの設置となる。
- 1952年3月31日 - 通信教育部を宮崎県立宮崎大宮高等学校に併合。
- 1959年4月1日 - 宮崎県立延岡高等学校に改称。
- 1960年4月1日 - 定時制課程商業科を設置。
- 1969年4月1日 - 定時制課程が、宮崎県立延岡第二高等学校として独立。昼間部を設置。
- 1972年3月31日 - 現在地に校舎（第1期）が完成。4月8日から昼間部の授業を実施。
- 1973年3月31日 - 校舎（第2期）が完成。11月4日から夜間部の授業を実施。
- 1991年3月31日 - 昼間部を廃止し、夜間部のみとなる。
- 2001年4月1日 - 通信制課程を設置。単位制を導入。
- 2006年4月1日 - 現校名に改称。定時制課程が昼夜開講型となる。

## アクセス
- 鉄道：JR日豊本線 南延岡駅下車、徒歩15分
- バス：宮崎交通「椿ヶ丘入口」バス停下車、徒歩